# Aiguamúrcia
Aiguamúrcia település Spanyolországban, Tarragona tartományban. Aiguamúrcia El Montmell, El Pla de Santa Maria, Querol, Vila-rodona, Pontons és El Pont d’Armentera községekkel határos. Lakosainak száma 957 fő (2024).

## Népesség
A település népessége az elmúlt években az alábbi módon változott:
| Lakosok száma | 261  | 2498 | 1535 | 1069 | 609  | 690  | 906  | 909  | 901  | 957  |
|               | 1717 | 1887 | 1936 | 1960 | 1986 | 2004 | 2009 | 2014 | 2019 | 2024 |